# Englefield
Englefield est un village et une paroisse civile du Berkshire, en Angleterre. Administrativement, il relève du district du West Berkshire. Au recensement de 2011, il comptait 286 habitants.
Le village abrite notamment le manoir élisabéthain d'Englefield House.

## Étymologie
Englefield provient du vieil anglais engle « Angles » et feld « champ ». Il est attesté sous les formes Englafelda dans la Chronique anglo-saxonne, à la fin du IXe siècle, et Englefel dans le Domesday Book, à la fin du XIe siècle.

## Histoire
Le 31 décembre 870, la bataille d'Englefield oppose les troupes du Wessex menées par l'ealdorman Æthelwulf à un détachement de la Grande Armée. Les Anglais en sortent victorieux.